# Paratoxotus farinosus
Paratoxotus farinosus là một loài bọ cánh cứng trong họ Cerambycidae.